# Манор Соломон
Манор Соломон (івр. מנור סולומון; нар. 24 липня 1999, Кфар-Сава, Ізраїль) — ізраїльський футболіст, фланговий атакувальний півзахисник англійського клубу «Тоттенгем» і національної збірної Ізраїлю.

## Клубна кар'єра
У дорослому футболі дебютував 2016 року виступами за команду клубу «Маккабі» (Петах-Тіква), в якій юний атакувальний гравець швидко став гравцем основного складу. За два з половиною роки у клубі провів 67 ігор в чемпіонаті, в яких відзначився 8 забитими голами.
11 січня 2019 року було оголошено про перехід гравця до донецького «Шахтаря».
1 лютого Паулу Фонсека оголосив список футболістів, які потрапили в заявку на 1/16 фіналу Ліги Європи УЄФА. У цей список потрапив і Манор. Також гравець визначився зі своїм номером у «Шахтарі». Соломон обрав 19-ий номер.

## Виступи за збірні
2015 року дебютував у складі юнацької збірної Ізраїлю, взяв участь у 20 іграх на юнацькому рівні, відзначившись 3 забитими голами.
Протягом 2017–2018 років залучався до складу молодіжної збірної Ізраїлю. На молодіжному рівні зіграв у 6 офіційних матчах, забив 1 гол.
Восени 2018 року 19-річний на той час гравець дебютував в офіційних матчах у складі національної збірної Ізраїлю. Першим голом за збірну відзначився 18 листопада 2020 року, у матчі проти збірної Шотландії. Завдяки голу Манора його команда перемогла з рахунком 1:0.

## Клубна статистика
Станом на 12 грудня 2021
| Сезон                | Команда              | Чемпіонат | Чемпіонат | Чемпіонат | Кубок країни | Кубок країни | Кубок країни | Континентальні кубки | Континентальні кубки | Континентальні кубки | Інші змагання | Інші змагання | Інші змагання | Усього | Усього |
| Сезон                | Команда              | Ліга      | Ігор      | Голів     | Ліга         | Ігор         | Голів        | Ліга                 | Ігор                 | Голів                | Ліга          | Ігор          | Голів         | Ігор   | Голів  |
| -------------------- | -------------------- | --------- | --------- | --------- | ------------ | ------------ | ------------ | -------------------- | -------------------- | -------------------- | ------------- | ------------- | ------------- | ------ | ------ |
| 2016-17              | «Маккабі»            | ІПЛ       | 23        | 2         | КІ           | 4            | 0            | —                    | —                    | —                    | —             | —             | —             | 27     | 2      |
| 2017-18              | «Маккабі»            | ІПЛ       | 33        | 4         | Кубок Тото   | 5*           | 0            | —                    | —                    | —                    | —             | —             | —             | 38     | 4      |
| 2018-19              | «Маккабі»            | ІПЛ       | 12        | 2         | КІ           | 1            | 0            | —                    | —                    | —                    | —             | —             | —             | 13     | 2      |
| Загалом за «Маккабі» | Загалом за «Маккабі» |           | 68        | 8         |              | 10           | 0            |                      | –                    | –                    |               |               |               | 78     | 8      |
| 2018-19              | «Шахтар»             | УПЛ       | 11        | 0         | КУ           | 3            | 1            | ЛЄ                   | 2                    | 0                    | —             | —             | —             | 16     | 1      |
| 2019-20              | «Шахтар»             | УПЛ       | 20        | 3         | КУ           | 0            | 0            | ЛЧ+ЛЄ                | 5+3                  | 2+1                  | СКУ           | 1             | 0             | 29     | 6      |
| 2020-21              | «Шахтар»             | УПЛ       | 23        | 9         | КУ           | 1            | 0            | ЛЧ+ЛЄ                | 6+4                  | 2+0                  | СКУ           | 1             | 0             | 35     | 11     |
| 2021-22              | «Шахтар»             | УПЛ       | 16        | 4         | КУ           | 1            | 0            | ЛЧ                   | 8                    | 0                    | СКУ           | 1             | 0             | 26     | 4      |
| Загалом за «Шахтар»  | Загалом за «Шахтар»  |           | 70        | 16        |              | 5            | 1            |                      | 28                   | 5                    |               | 3             | 0             | 106    | 22     |
| Загалом за кар'єру   | Загалом за кар'єру   |           | 138       | 24        |              | 15           | 1            |                      | 28                   | 5                    |               | 3             | 0             | 184    | 30     |

- Одна гра у КІ, 4 у Кубку Тото